# John Neely Kennedy

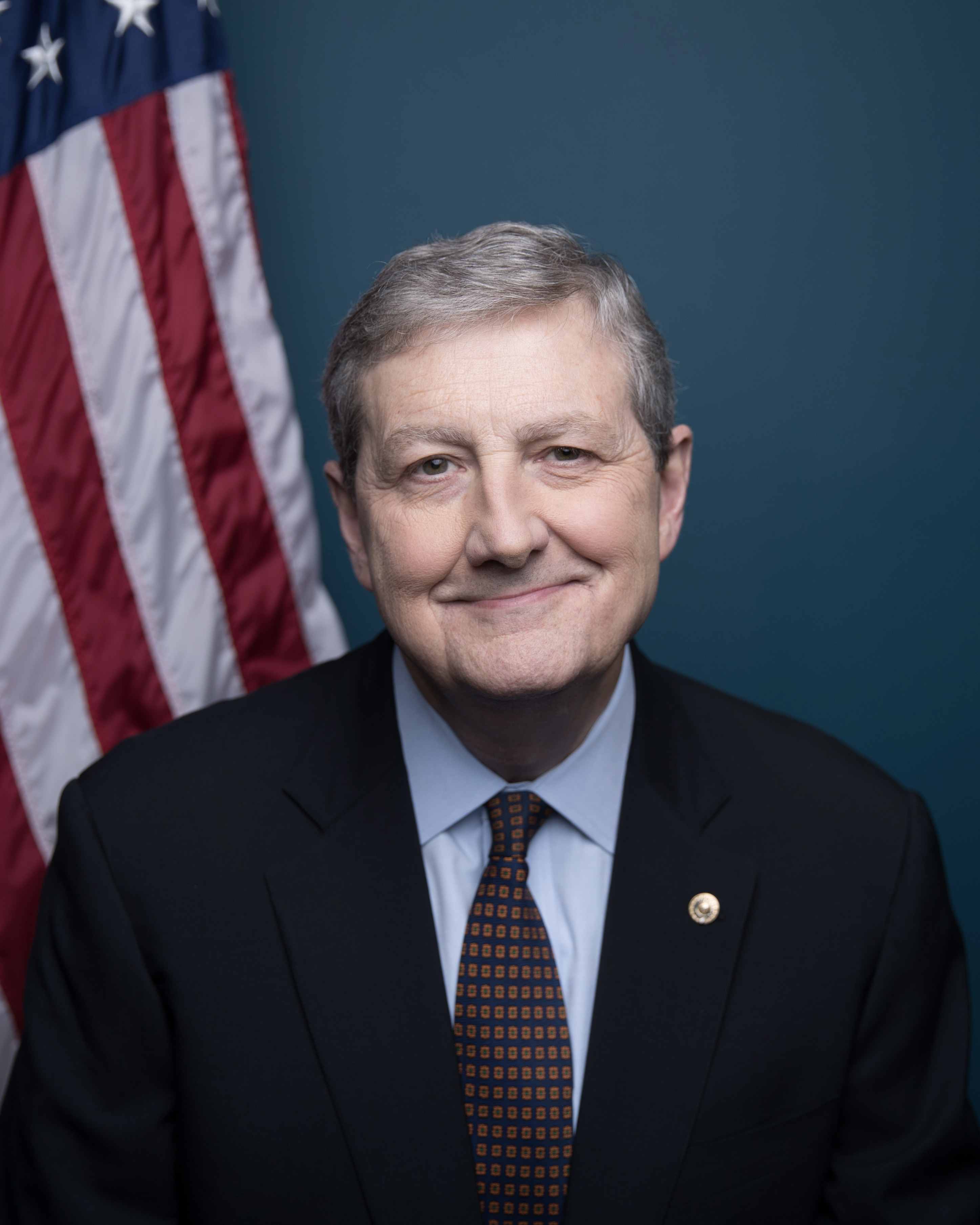
John Neely Kennedy (2017)

John Neely Kennedy (* 21. November 1951 in Centreville, Amite County bzw. Wilkinson County, Mississippi) ist ein US-amerikanischer Rechtswissenschaftler und Politiker. Seit dem 3. Januar 2017 vertritt er den Staat Louisiana im US-Senat.

## Werdegang
John Kennedy, der nicht mit der bekannten Familie Kennedy aus Massachusetts verwandt ist, wuchs in der Gemeinde Zachary im East Baton Rouge Parish von Louisiana auf. Im Jahr 1969 absolvierte er die dortige Highschool. Zwischen 1970 und 1973 studierte er politische Wissenschaften an der Vanderbilt University. Nach einem anschließenden Jurastudium an der University of Virginia und seiner im Jahr 1977 erfolgten Zulassung zum Rechtsanwalt begann er in New Orleans und Baton Rouge als solcher zu arbeiten. Noch bis 1979 studierte er an der Oxford University in England weiter. Er arbeitet bis heute neben seinen politischen Tätigkeiten in Teilzeit auch als Lehrer an öffentlichen Schulen von East Baton Rouge und ist seit 2005 Juraprofessor an der Louisiana State University.
Politisch trat er zunächst der Demokratischen Partei bei, der er bis 2007 angehörte. Zwischen 1988 und 1992 war er einer der Berater von Gouverneur Buddy Roemer. Von 1990 bis 1992 gehörte er auch dem Kabinett des Gouverneurs an. Von 1996 bis 1999 war Kennedy Leiter der Steuerbehörde (Department of Revenue) des Staates Louisiana. Ab dem Jahr 2000 bekleidete er das Amt des Finanzministers seines Staates. Bei der Wahl 2004 kandidierte er erstmals – noch erfolglos – für den US-Senat. Im August 2007 wechselte er von der Demokratischen Partei zur Republikanischen Partei über. Trotz des Parteiwechsels wurde er von den Wählern im Amt des Finanzministers bestätigt. Bei der Wahl 2008 scheiterte eine weitere Kandidatur für den US-Senat.
Bei der Wahl des Jahres 2016 wurde John Kennedy als Kandidat seiner Partei in den US-Senat gewählt, wo er am 3. Januar 2017 die Nachfolge seines Parteifreundes David Vitter antrat. Bei der Wahl kam es zu einer Stichwahl gegen den Demokraten Foster Campbell, die Kennedy mit 60,7 Prozent der Wählerstimmen gewann. Er wurde 2022 wiedergewählt.
Kennedy ist Mitglied im Justizausschuss des US-Senats. Durch sein Wirken kamen 2017 einige von US-Präsident Trump nominierte Kandidaten für hohe Richterämter nicht in diese Ämter.
Nach dem Sturm von militanten Trump-Anhängern auf das Kapitol in Washington am 6. Januar rückten einige US-Senatoren von ihrer Ankündigung ab, bei der Auszählung der Wahlmännerstimmen am 6. Januar 2021 das Wahlergebnis in bestimmten Bundesstaaten bei der Präsidentschaftswahl 2020 anzuzweifeln. Kennedy war einer von acht US-Senatoren, die die Präsidentschaftswahl bei dieser Auszählung trotzdem noch anzweifelten.
Kennedy ist Mitglied zahlreicher Organisationen und Vereinigungen in Louisiana.